# Trichaeta borealis
Trichaeta borealis là một loài bướm đêm thuộc phân họ Arctiinae, họ Erebidae.